# Valbroye
Valbroye es una comuna suiza del cantón de Vaud, situada en el distrito de Broye-Vully. 
La comuna es el resultado de la fusión el 1 de julio de 2011 de las antiguas comunas de Cerniaz, Combremont-le-Grand, Combremont-le-Petit, Granges-près-Marnand, Marnand, Sassel, Seigneux y Villars-Bramard.

## Fusión
El proyecto de fusión inicial incluía también las comunas de Champtauroz, Dompierre, Henniez y Treytorrens. La propuesta de fusión a doce fue rechazada por tres comunas. Una diferencia de unos 33 votos dieron el punto final al proyecto. Sin embargo, las nueve comunas que aceptaron el proyecto siguieron en conversaciones para fusionar. Champtauroz se retiró para no penalizar la fusión. 

## Geografía
Valbroye se encuentra situada en la meseta suiza, en la región del valle del río Broye. La comuna se encuentra separada en dos partes, la primera, la de mayor tamaño, limita al norte con las comunas de Murist (FR), Nuvilly (FR), Les Montets (FR), Ménières (FR) y Fétigny (FR), al este con Trey y Châtonnaye (FR), al sureste con Villarzel y Henniez, al sur con Villeneuve (FR), Surpierre (FR) y Cheiry (FR), al suroeste con Prévondavaux (FR), Montanaire y Vuissens (FR), y al oeste con Champtauroz y Treytorrens. La segunda parte, separada por la comuna de Henniez, limita al noroeste con Henniez, al noroeste con Villarzel, al este con La Folliaz  (FR) y Romont (FR), al sur con Dompierre, y al oeste con Curtilles, Lucens y Villeneuve (FR).